# تپه قلعه سرخریز
تپه قلعه سرخریز مربوط به عصر مفرغ - سده‌های اولیه و میانه دوران‌های تاریخی پس از اسلام است و در شهرستان سرآب، بخش مرکزی، دهستان آغمیون، روستای سرخریز واقع شده و این اثر در تاریخ ۱۵ دی ۱۳۸۷ با شمارهٔ ثبت ۲۳۹۳۴ به‌عنوان یکی از آثار ملی ایران به ثبت رسیده است.